# سندرم دهان-صورت-انگشت
سندرم دهان-صورت-انگشت (انگلیسی: Oral-facial-digital syndrome) عنوانِ کلی گروهی از بیماری‌هاست که دست‌کم شامل ۱۳ گونهٔ مختلف است و در آنها، دهان، اجزایِ صورت و انگشتان دست گرفتار می‌شوند.
احتمال بروز این ناهنجاری‌ها، ۱ از ۵۰٬۰۰۰ تا ۲۵۰٬۰۰۰ تولدِ زنده است که اغلب آنها از نوع ۱ یعنی «سندرم پاپیون-لیگ و سوم» هستند.

## انواع
۱۱ مورد از انواع این سندرم به شرح زیر است:
- نوع ۱: سندرم پاپیون-لیگ و سوم
- نوع ۲: سندرم مور[۳]
- نوع ۳: سندرم شوگرمن
- نوع ۴: سندرم بریستر-برن[۴]
- نوع ۵: سندرم تِـرستن[۵]
- نوع ۶: سندرم وارادی-پاپ[۶]
- نوع ۷: سندرم وِلان[۷]
- نوع ۸: سندرم دهان-صورت-انگشت، نوع اِدوارد[۸] (با نشانگان ادواردز اشتباه نشود)
- نوع ۹: سندرم دهان-صورت-انگشت به‌همراه ناهنجاری‌های کلیوی[۹]
- نوع ۱۰: سندرم دهان-صورت-انگشت به‌همراه تحلیل‌رفتگی نازک‌نی[۱۰]
- نوع ۱۱: سندرم گابریلی[۱۱]